# Міждержавний інститут українсько-казахстанських відносин ім. Н. А. Назарбаєва

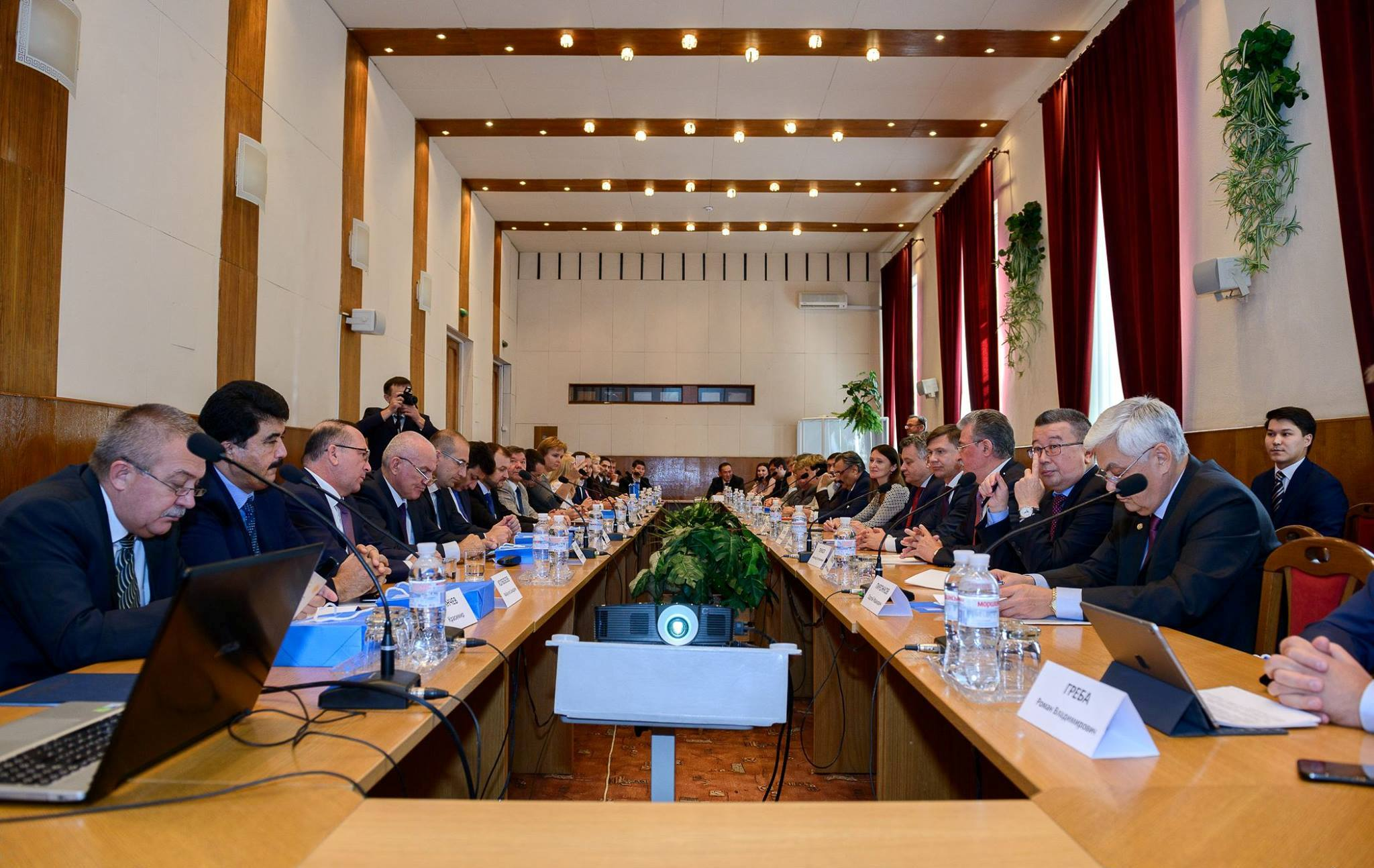
Проведення засідання у форматі «круглого столу» в Національній академії наук України.

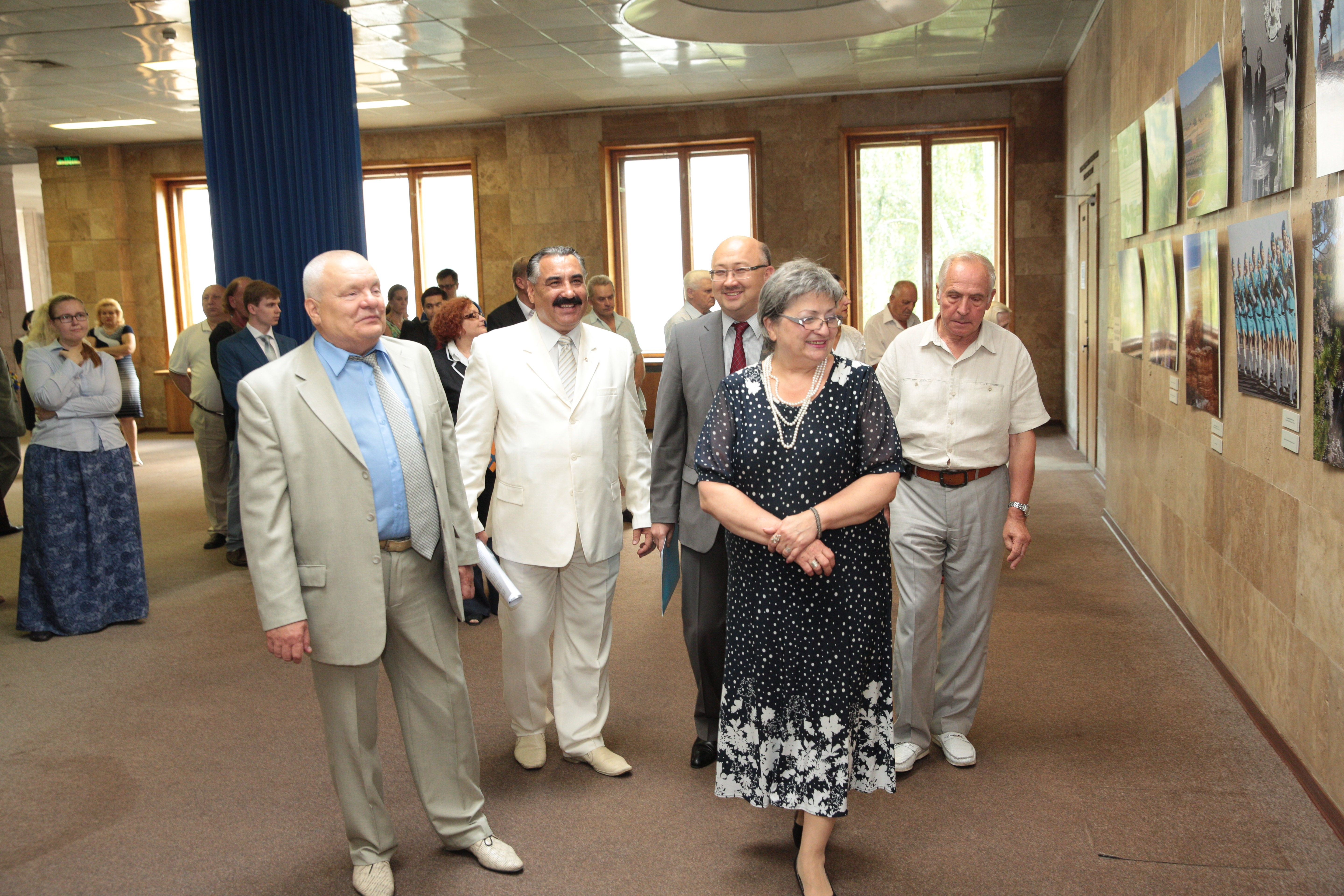
Відкриття фотовиставки присвяченої Казахстану в Національній бібліотеці України імені В. І. Вернадського

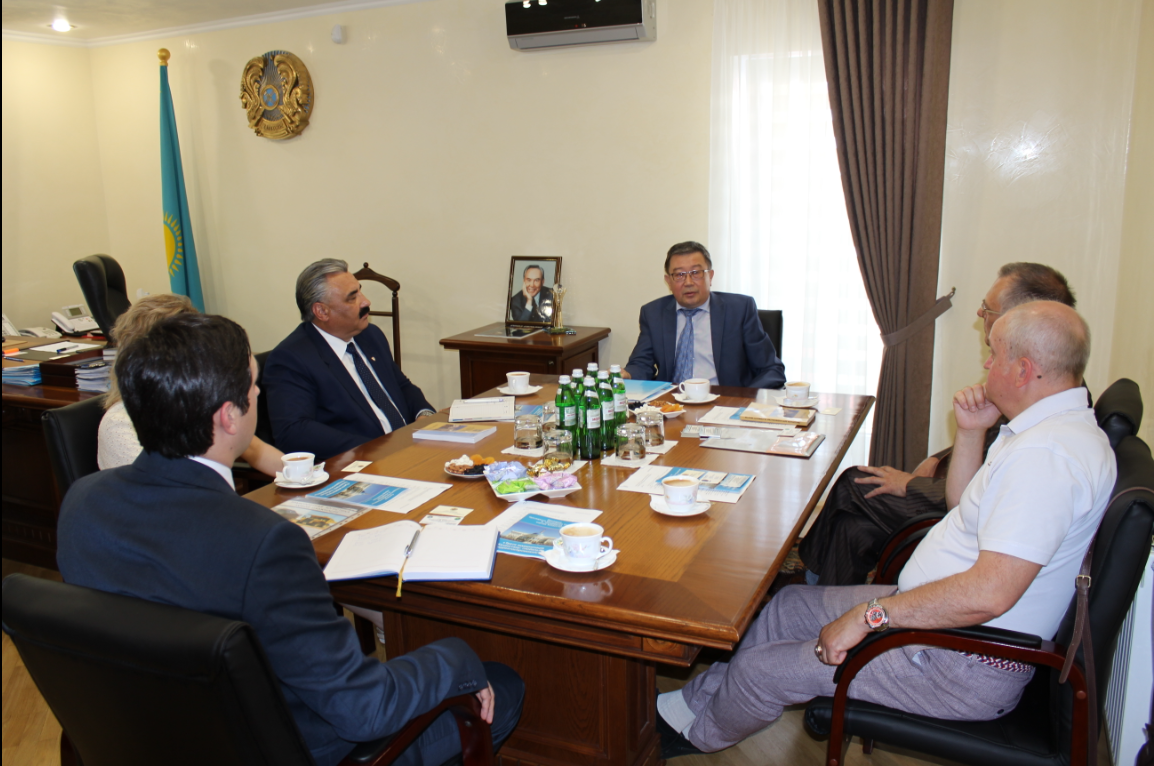
Зустріч Посла Казахстану з активом Міждержінститу ім. Нурсултана Назарбаєва

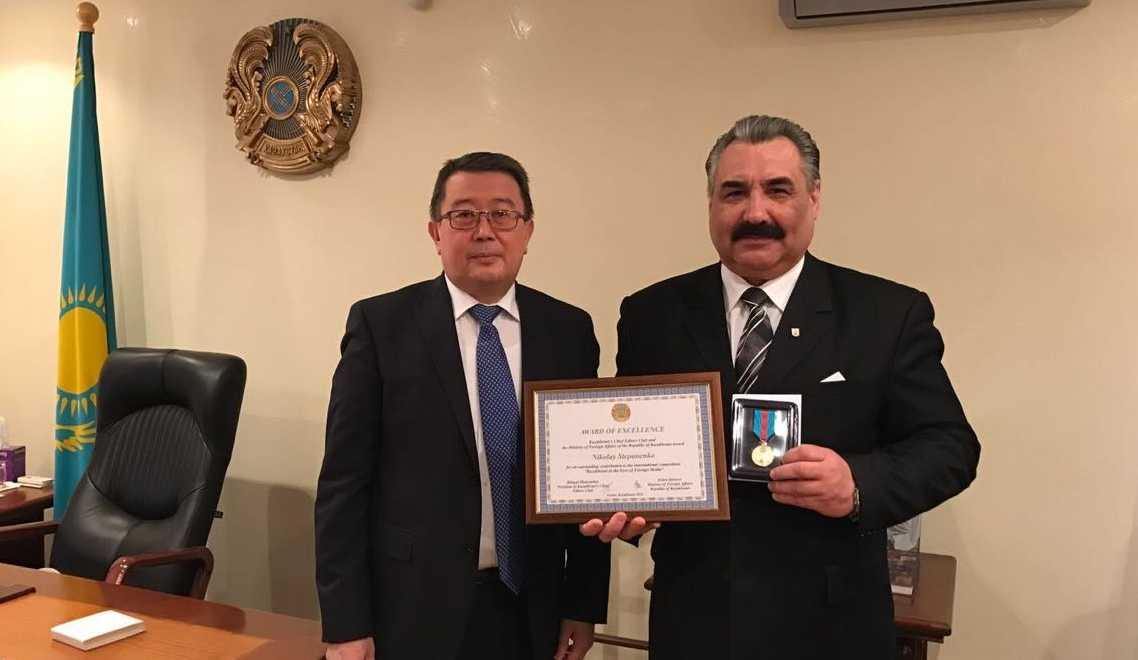
Нагородження Миколи Степаненка за особливі заслуги в зміцненні двостороннього співробітництва і дружби між Казахстаном і Україною

Міждержавний інститут українсько-казахстанських відносин ім. Н. А. Назарбаєва — приватна науково-дослідна установа.

## Загальна інформація
Міждержавний інститут українсько-казахстанських відносин ім. Н. А. Назарбаєва — провідна наукова установа в галузі політичних, економічних та гуманітарних досліджень українсько-казахстанських відносин.
Завдяки тому, що інститут є недержавною науковою установою, вчені мають політично незаангажовану, незалежну від влади точку зору на проблеми відносин між Казахстаном і Україною.
У сучасних умовах пріоритети міждержавних відносин змістилися на регіональний рівень. Враховуючи те, що міжрегіональне співробітництво стає важливою складовою стратегічного партнерства України та Республіки Казахстан в Інституті працює колектив висококваліфікованих науковців з усіх областей України. Інститут став визнаним інструментом активного розвитку та зміцнення міжрегіональних контактів і зв'язків.
Науковими напрямками Інституту є: теорія економічних систем, системний аналіз в економіці та соціології, діагностика, програмування та прогнозування соціально-економічної динаміки, розвитку підприємств, галузей, комплексів, економіка природокористування і управління в еколого-економічних системах, економіка і соціологія освіти, моніторингові та маркетингові дослідження, соціально-економічна географія, геополітика, геоекономіка і геоурбаністика, політична концептологія і регіональна політологія.
Інститут здійснює підготовку наукових публікацій, аналітичних матеріалів для урядових і неурядових організацій, проведення конференцій та круглих столів у взаємодії з українськими і казахстанськими партнерами.
Основний акцент у дослідницькій роботі робиться на вивчення динаміки різних складових потенціалу зовнішньополітичного впливу України і Казахстану, а також загроз і політичних ризиків, з якими стикається держави та її партнери на міжнародній арені.
Одне з головних завдань Інституту є створення сприятливих умов для підприємницької діяльності, всебічна підтримка розвитку науково-технічних і торговельних зв'язків між українськими підприємцями та їх казахстанськими партнерами, представлення їх інтересів у питаннях господарської діяльності.
Інститут сприяє розширенню гуманітарного співробітництва із використанням у повному обсязі людського чинника в міждержавних відносинах, активне залучення широкого кола потенційних партнерів, включаючи бізнес-кола і неурядові організації. Подальший розвиток спільних освітніх, наукових, інформаційних і культурних проєктів, а також проєктів у сфері охорони здоров'я, молодіжної політики, спорту.

## Історія
Історія створення Інституту бере свій початок з осені 2003 року, у витоків якої стоять відомі казахстанські цілинники: академік-аграрій, письменник-публіцист, Герой Соціалістичної Праці — Федір Трохимович Моргун; радянський партійний і державний діяч, Герой Соціалістичної Праці — Євген Михайлович Золотарьов та письменник-публіцист, дослідник — Микола Іванович Степаненко.
2 лютого 2004 року Федір Трохимович Моргун на особистій зустрічі з Президентом Республіки Казахстан Нурсултаном Абішевичем Назарбаєвим обговорили участь громадськості в зміцненні традиційно дружніх українсько-казахстанських відносин. Нурсултан Назарбаєв підтримав ідею створення громадської організації, яка заповнить нішу, що утворюється від невірних або непродуманих дій, а часом і бездіяльності урядів, стане вирішальним фактором і сполучною ланкою в міждержавних відносинах, швидко реагуючи на будь-які виклики і зміни в них, адже тільки спираючись на добрі відносини між людьми, можна успішно рухатися вперед.
По суті, Нурсултан Навзарбаєв став ідейним натхненником розвитку народної дипломатії між Казахстаном і Україною, а Міждержавний інститут українсько-казахстанських відносин у силу свого громадського і самодіяльного характеру виступає як незамінний канал народної дипломатії, пошуку і здійснення нових самоврядних форм соціальної активності наших народів.
Міждержавний інститут українсько-казахстанських відносин ім. Н. А. Назарбаєва створювався за безпосереднього сприяння Товариства «Знання» України, яке очолює Президент — академік НАН України, президент Національної академії педагогічних наук України Василь Григорович Кремень.  Товариство «Знання» України має 70-річний досвід роботи і стало своєрідним неформальним інститутом реалізації інтелектуального потенціалу нації.
Вагомий внесок у становлення і розвиток Міждержавного інституту українсько-казахстанських відносин ім. Н. А. Назарбаєва внесли його організатори, чиї імена широко відомі українському загалу:
Василь Федорович Василашко — вчений секретар правління Товариства «Знання» України, Заслужений журналіст України, поет, письменник;
Іван Федорович Драч — державний і громадський діяч, український поет, перекладач, кіносценарист, драматург, Герой України, народний депутат України I-го, III-го і IV-го скликань;
Каіртай Калійович Жанбатиров — казахстанський дипломат;
Леонід Костянтинович Каденюк — кандидат технічних наук, віце-президент Аерокосмічного товариства України, Перший космонавт України, Герой України, народний депутат IV скликання;
Юрій Михайлович Канигін — доктор економічних наук, професор, письменник, член Спілки письменників України;
Алла Олександрівна Касич — доктор економічних наук, професор Київського національного університету технологій та дизайну;
Юрій Романович Колесник — доктор хімічних наук, професор, академік Української Технологічної Академії, Лауреат Державної премії в галузі науки і техніки;
Олександр Васильович Кузнець — Вице-президент міжнародної спортивної асоціації «Экстрим Комбат», майстер спорту міжнародного класу з бобслею, майстер спорту міжнародного класу з кікбоксингу, майстер спорту України з регбі, Заслужений Тренер України;
Василь Григорович Кремінь — державний, політичний і громадський діяч, президент НАПН України, академік НАН України, народний депутат України III-го скликання, міністр освіти і науки України (1999—2005 роки), Президент Товариства «Знання» України (з 1998);
Василь Іванович Кушерець — член-кореспондент Національної академії педагогічних наук України, доктор наук, професор, голова правління Товариства «Знання» України, президент Університету сучасних знань, Заслужений діяч науки і техніки України;
Валентина Василівна Магда — вчений секретар Міждержінституту ім. Н. А. Назарбаєва;
Олександр Миколайович Марченко — голова правління асоціації авіапідприємств України, генеральний директор UM Air (Українсько-Середземноморські Авіалінії);
Борис Ілліч Олійник — радянський і український поет, громадський і державний діяч, академік НАН України, голова Українського фонду культури, депутат Верховної Ради СРСР, заступник голови Ради Національностей Верховної Ради СРСР; народний депутат Верховної Ради України І-IV скликання; глава парламентської делегації Верховної Ради України в Парламентській Асамблеї Ради Європи, Лауреат Державної премії СРСР, Герой України;
Оксана Ігорівна Пархоменко-Куцевіл — доктор наук з державного управління, професор;
Петро Петрович Печорний —  народний художник України, професор;
Олександр Григорович Пухкал — державний, політичний і громадський діяч, доктор наук з державного управління, професор, академік Академії економічних наук України, Заслужений працівник народної освіти України, Державний службовець 1-го рангу, народний депутат України III скликання;
Салюта Михайло Юхимович — доктор медичних наук, професор, академік української академії наук, Заслужений Лікар України, ректор Міжнародної академії екології та медицини;
Клим Іванович Чурюмов — член-кореспондент НАН України, доктор фізико-математичних наук, професор, Заслужений працівник народної освіти, дитячий письменник.
Нині наукова установа об'єднує понад 120 вчених з різних куточків країни.
Співробітниками Міждержавного інституту українсько-казахстанських відносин ім. Н. А. Назарбаєва написано 14 книг про нерозривний зв'язок між Казахстаном і Україною. Серед авторів: Федір Моргун, Євген Золотарьов, Юрій Канигін, Олег Гончаренко, Микола Степаненко. Видані книги передані в бібліотеки та вищі навчальні заклади, вручалися всім учасникам презентацій і безкоштовно поширювалися під час проведення масових заходів, присвячених українсько-казахстанським відносинам. У зв'язку з великим попитом на книги, особливо серед студентської молоді, прийнято рішення про розміщення на сайті їх електронних версій.
З 2003 року співробітниками інституту опубліковані в ЗМІ України і Казахстану численні матеріали, присвячені Казахстану в області економіки, політики, культури, історії, екології. Регулярними є виступи науковців Інституту по національному телебаченню Республіки Казахстан і України, що сприяє зміцненню і розвитку успішних міждержавних відносин між нашими країнами.
З початку організації Інститут мав різні назви, проте враховуючи те, що більшість членів мають наукові звання, дирекцією інституту приймається рішення про утвердження нинішньої назви та реєстрації наукової установи.
23 листопада 2017 року Міждержавному інституту українсько-казахстанських відносин присвоєно ім'я його засновника Нурсултана Назарбаєва.

## Керівництво Інституту
Директор Інституту: Степаненко Микола Іванович — український політичний і громадський діяч, письменник-публіцист, дослідник. Очолює Інститут з грудня 2003 року.
Перші заступники директора Інституту:
Чурюмов Клим Іванович — член-кореспондент НАН України, доктор фізико-математичних наук, професор, Заслужений працівник народної освіти, дитячий письменник 2003—2016;
Каденюк Леонід Костянтинович — кандидат технічних наук, віце-президент Аерокосмічного товариства України, Перший космонавт України, Герой України, народний депутат IV скликання 2016—2018;
Касич Алла Олександрівна — доктор економічних наук, професор Київського національного університету технологій та дизайну;
Вчений секретар Інституту: Магда Валентина Василівна.

## Основні видання Інституту та його співробітників
- Моргун Ф. Т. Думы о целине: — Москва: Колос, 1969. — 414 с. — ISBN М 618 / БН2-51
- Моргун Ф. Т. Хлеб и люди: — Москва: Политиздат, 1975. — 383 с. .BBK-код У9 (2К-4Се) 320—514.11
- Моргун Ф. Т. Расскажи, поле …: — Москва: Политиздат, 1981. — 382 с.
- Моргун Ф. Т. Руководители держав, не бойтесь быть святыми — Полтава: Полтавский литератор, 2006. — 400 с., ISBN 966-8304-65-9
- Золотарьов Є. М. Минувшего неугасимый свет
- Канигін Ю. М. Пояс мира:– Київ: МАУП, 2001. — 240 с., ISBN 966-608-104-0
- Степаненко М. І. Казахстан — Україна: дружба загартована полум'ям війни: — Кременчук: ТОВ «Кременчуцька міська друкарня», 2018. — 68с., ISBN 978-617-641-063-8
- Степаненко М. І. Україна — Казахстан: цілина — епопея ентузіазму і дружби: — Кременчук: ТОВ «Кременчуцька міська друкарня», 2017. — 176 с.
- Степаненко М. І. Асамблея народу Казахстану — світовий феномен Назарбаєвської моделі національної злагоди: — Кременчук: ТОВ «Кременчуцька міська друкарня», 2014. — 153 с.
- Степаненко М. І. Казахстанський унікальний досвід діалогу світових релігій: — Кременчук: ТОВ «Кременчуцька міська друкарня», 2014. — 148 с.
- Степаненко М. І. Центральноазійський барс, І ч.; Україна і Казахстан в єдиному потоці історії; На основі взаємної поваги і довіри: — Дніпропетровськ: АРТ-ПРЕСС, 2015. — 748 с., ISBN 978-966-348-368-9
- Степаненко М. І. Центральноазійський барс, ІІ ч.: — Київ: «Аверс», 2016. — 354 стр., – ISBN 978-966-7844-93-6
- Степаненко М. І. Роль Казахстану в глобальних діях проти ядерної зброї: — Кременчук: ТОВ «Кременчуцька міська друкарня», 2017. — 136 с., ISBN 978-617-641-058-4
- Гончаренко О. М. «Віща тінь табуна»: — Мелитополь: Издательско-полиграфический центр «Люкс», 2015. — 259 с., — 300 экз. — ISBN 978-617-7218-04-2